# Aqqaluk Lynge
Aqqaluk Lynge, född 12 oktober 1947 i Aasiaat, är en grönländsk politiker och en av grundarna av partiet Inuit Ataqatigiit. 
Han var ordförande för Inuit Circumpolar Council 1995-2002 och 2010-2014, och har varit medlem i FN:s permanenta forum för ursprungsfolk. Han har även representerat sitt parti i Grönlands landsting.

## Utmärkelser
- Riddare av Dannebrogorden,  1994[1]
- Riddare av första klass av Dannebrogorden,  2004[2][3]
- Hedersdoktor vid Grönlands universitet,  2021[4]

[Redigera Wikidata]